# Metisella trisignatus
Metisella trisignatus is een vlinder uit de familie van de dikkopjes (Hesperiidae). De wetenschappelijke naam van de soort is voor het eerst geldig gepubliceerd in 1904 door Sheffield Airey Neave.